# Aeroportul Prince M. Buthelezi
Aeroportul Prince M. Buthelezi (IATA: ULD, ICAO: FAUL) este un aeroport din Ulundi, Ulundi Local Municipality⁠(d), Zululand District Municipality⁠(d), Provincia KwaZulu-Natal, Africa de Sud.
Situat la o altitudine de 524 m, aeroportul dispune de o singură pistă.